# 烟火 (游戏)
《烟火》是一款由月光蟑螂制作，Gamera Game发行的恐怖解谜游戏。于2020年7月15日发布试玩版，并于2021年2月4日正式于steam平台发售。玩家将扮演刑警林理洵，调查一个山区小镇发生的葬礼纵火案，而随之牵扯而出的另一桩灭门惨案。

## 玩法
在游戏中，玩家将以第三人称视角操控刑警林理洵，于不同场景中的探索中揭开悲剧下的真相，以及每个人物的内心中的故事。在游玩过程中玩家会遇到多种多样的谜题，也会有剧情角色的加入协助你获取更多的信息。在一个个场景中逐步了解故事的始末，用碎片拼凑出事件的原貌。

## 发行
由于游戏的火热，使得有不法分子化名为游戏人物，假托游戏剧情编造悲剧故事以骗取他人同情，进而要求免费约稿。牵扯其中的受害者包括画师、配音员等，多达数十人。而官方及时做出了声明与回应，涉事账号随后被封禁。